# Центральный кампус Хельсинкского университета

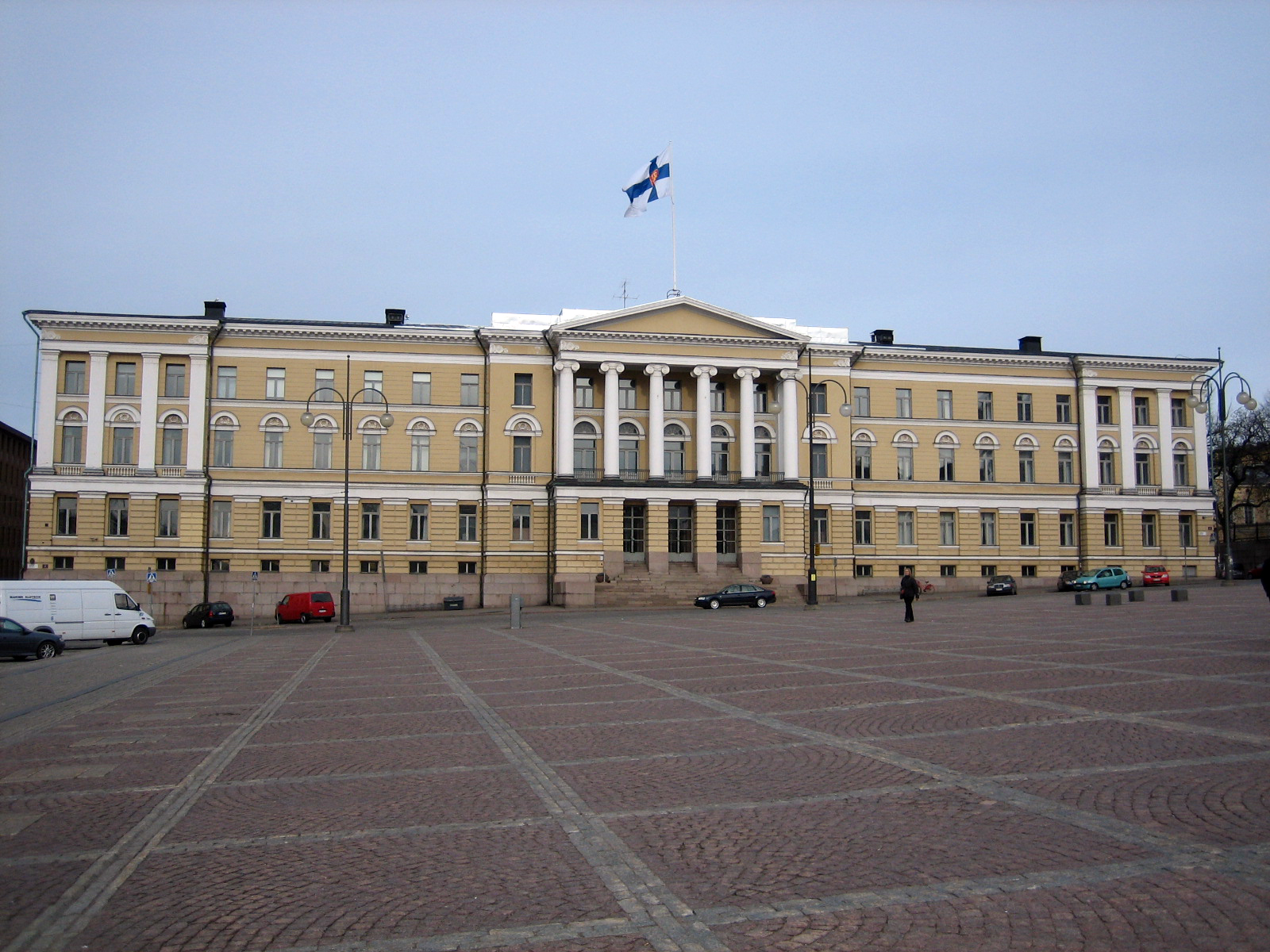
Главное здание Университета Хельсинки, сердце центрального кампуса.

Центральный кампус Хельсинкского университета — самый большой из четырех кампусов Хельсинкского университета. Кампус расположен в самом центре Хельсинки, в районах Круунунха и Клууви по обе стороны от Унионинкату, в основном в районе между Сенатской площадью и парком Кайсаниеми, хотя некоторые здания университета расположены немного отделенно от центра.
Факультет гуманитарных наук, теологии, права, политологии и образования, языковой центр, Открытый университет и центральная администрация университета работают на территории центрального кампуса.
В кампусе работает около 20 000 студентов и 3 000 преподавателей и исследователей.
До Второй мировой войны весь университет действовал на территории нынешнего кампуса в центре города. Однако быстрый рост числа студентов в послевоенные десятилетия привел к серьезной нехватке площадей для университета, поэтому нынешняя модель с четырьмя кампусами была создана в 1970-х годах.
Сегодня гуманитарные, социальные науки и право остались в центральном кампусе, другие факультеты разбросаны по кампусам Мейлахти, Кумпула и Вийкки .

## История центрального кампуса

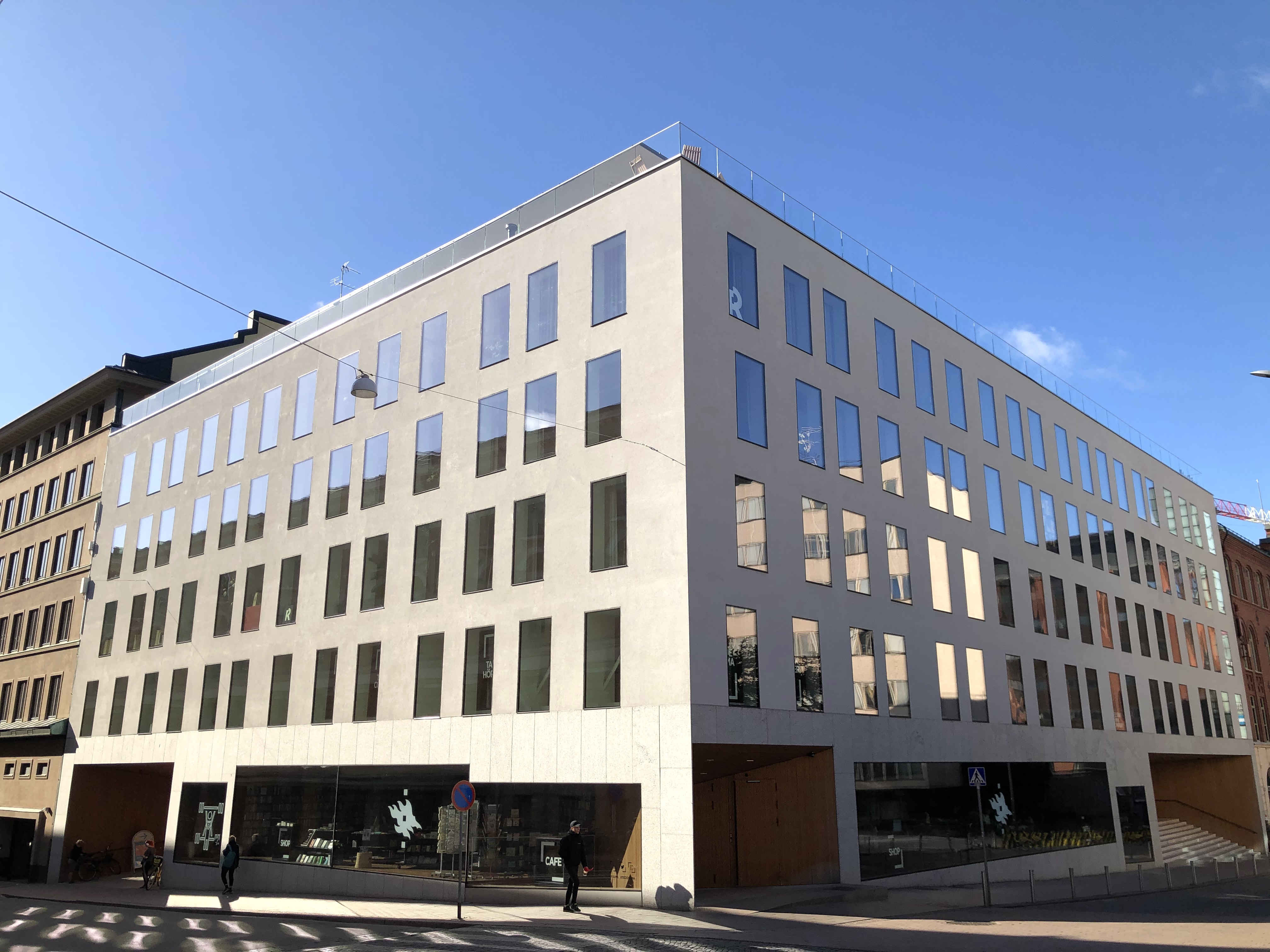
Угол науки

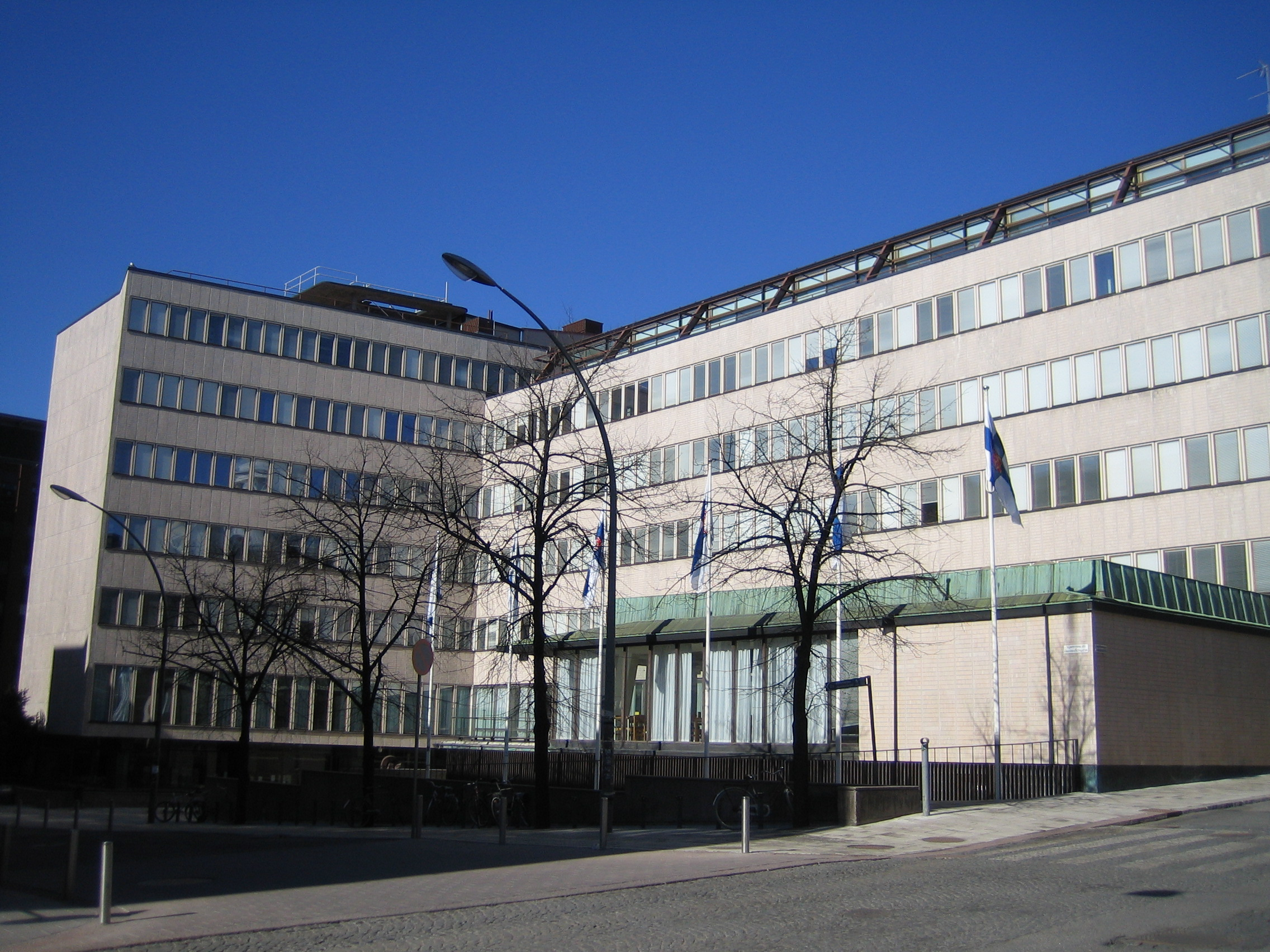
Портания

Когда в 1820-х годах университет переехал из Турку в Хельсинки, он располагался в самом центре города. Его новое помещение спроектировал архитектор Карл Людвиг Энгель, создатель стиля Хельсинкского ампира . Наиболее важными с архитектурной точки зрения университетскими зданиями Энгеля являются главное здание Хельсинкского университета (1832 г.) и Национальная библиотека (1844 г.) которые являются частью уникального имперского окружения Сенатской площади .
Карл Людвиг Энгель также спроектировал Клинический институт для университета, Учебную больницу (Старая клиника, 1830-е годы) и Астрономическую обсерваторию (1832 год), а спроектированный им Русский военный госпиталь (Топелия) позже был передан университету. Все эти здания расположены вдоль Унионинкату, за исключением обсерватории на его южной оконечности на Тяхтиторнинмяки . В Кайсаниеми был основан университетский ботанический сад, оригинальные постройки которого также были творением рук Карла Людвига Энгеля.
В течение первых нескольких десятилетий все обучение проходило в главном здании университета, за исключением медицины, астрономии и ботаники, которые получили собственные здания. Большое количество студентов на факультетах естественных наук, быстро вынудила университет приступить к новым проектам строительства.
В 1844 году кафедра анатомии, спроектированная Жаном Вики и имитирующая стиль ампира Энгеля, была завершена на месте рядом с главным зданием.
В 1869 году на противоположной стороне Сенатской площади открылась великолепная химическая лаборатория и музейное здание Aрппеум, спроектированное в венецианском стиле Карлом Альбертом Эдельфельтом .
На рубеже XIX и XX веков в центре города были достроены многочисленные здания департаментов, спроектированные Густавом Нюстрёмом . Первой работой Нюстрёма было расширение здания Национальной библиотеки, спроектированного Энгелем, с полукруглым книжным магазином Ротонда.
В 1905—1910 годах на Сильтавуори, в северной части района Круунунхаа, были построены два здания кафедр, спроектированных Нюстрёмом — кафедра физиологии и кафедра физики. Он также спроектировал новое анатомическое отделение для Сильтавуори, но это здание не было завершено до 1920-х годов по плану Юсси и Тойво Паатела. Кроме того, Густав Нюстрём спроектировал новые теплицы для ботанического сада Кайсаниеми и здания ботанического отдела (1903 г.).
В 1920-х и 1930-х годах рост университета был медленным, и новые здания кафедр достраивались редко. Однако в 1930-х годах он начал страдать от «большого количества студентов» из-за распространения среднего школьного образования. По мере того как количество студентов росло, старые здания университетских корпусов быстро становились непригодными к учебному процессу, и университет начал несколько крупных новых строительных проектов, которые были во много раз были крупнее предыдущих.
Главный корпус университета был расширен до блоков 1935-1938 гг. По плану И. С. Сирена . В 1939 г. был построено функционалисткое здание « Метсатало» по проекту Юсси Паатела для преподавания лесных наук.
Модернистская Портания, спроектированная Аарне Эрви, была завершена на Халлитускату (ныне. Yliopistonkatu) в 1957 г.
В 1977 году напротив было достроено административное здание университета. Окружающие здания являются последним в 2012 году зданием университетской библиотеки, Kaisa-house Kaisaniemenkatu путь.
Однако после Второй мировой войны сложилась ситуация, когда университет больше нельзя было расширять в центре, и факультеты начали разбрасываться на окраинах города.
С 1940-х годов преподавание медицины стало перемещаться в Мейлахти, а преподавание сельскохозяйственных наук — в Вийкки .
В 1969 году консистория университета решила переместить весь университет в Вийкки, но ожесточенная оппозиция помешала осуществлению этого плана.
Начиная с 1970-х годов отделения и факультеты, перемещающиеся из центра города, были сосредоточены в трех областях кампуса: медицина в Мейлахти, естественные науки в Кумпуле и сельскохозяйственные и лесные науки в Вийкки .
Старый кампус в центре города был преобразован в Центральный кампус, в котором размещались гуманитарные, социальные и юридические науки, а также центральная администрация университета. Эта модель с четырьмя кампусами была завершена в начале 2000-х годов.

## Здания
В центральном кампусе в общей сложности более 40 университетских зданий:
| Адрес                            | Название                            | Год постройуи | Архитектор                        | Используется университетом с |
| -------------------------------- | ----------------------------------- | ------------- | --------------------------------- | ---------------------------- |
| Aadolfinkatu 10                  | Франция                             | 1930          | Вяйнё Вяхэкаллио                  | 1966                         |
| Aleksanterinkatu 7               |                                     | 1932          | Оле Грипенберг                    | 1980                         |
| Arkadiankatu 7                   | Economicum                          | 1960          | Терясвирта, Эйнари                | 1960                         |
| Fabianinkatu 24                  |                                     |               | Линдгрен, Армас                   | 1931                         |
| Fabianinkatu 26                  | Kielikeskus                         | 1908          | Кауно Каллио                      | 1978                         |
| Fabianinkatu 28                  | Aleksandria                         | 2003          | Aki Davidsson                     | 2003                         |
| Fabianinkatu 28                  |                                     | 1907          | Gunnar Stenius                    | 1970                         |
| Fabianinkatu 32                  |                                     | 1960          | Seppo Hytönen                     | 2009                         |
| Fabianinkatu 33 / Unioninkatu 34 | Главный корпус                      | 1832          | Энгель, Карл Людвиг               |                              |
| Fabianinkatu 34                  | Päärakennus, uusi puoli             | 1937          | Сирен, Йохан                      |                              |
| Fabianinkatu 35                  | Fabiania                            | 1847          | Jean Wik                          |                              |
| Kopernikuksentie 1               | Обсерватория                        | 1834          | Carl Ludvig Engel                 |                              |
| Kopernikuksentie 1               | Näkötorni                           | 1890          | Нюстрём, Карл Густав              |                              |
| Mariankatu 11                    |                                     | 1877          | Hampus Dalström                   | 1972                         |
| Pohjoinen Rautatiekatu 13        | Музей естествознания                | 1913          | Лев Петрович Шишко                | 1923                         |
| Ratakatu 6                       | Normaalilyseo                       | 1878          | Шёстрём, Франс Анатолиус          |                              |
| Ratakatu 6                       | Normaalilyseo                       | 1905          | Johan Jacob Ahrenberg             |                              |
| Siltavuorenpenger                | Aurora                              | 1961          | Einari Teräsvirta                 |                              |
| Siltavuorenpenger                | Athena                              | 1928          | Jussi Paatela, Toivo Paatela      |                              |
| Siltavuorenpenger                | Психологикум                        | 1910          | Gustaf Nyström                    |                              |
| Siltavuorenpenger                | Psychologicum, lisärakennus         | 1969          | Olof Hansson                      |                              |
| Siltavuorenpenger                | Старое здание факультета физиологии | 1905          | Gustaf Nyström                    |                              |
| Siltavuorenpenger                | Minerva, porttirakennus             | 2004          | Esa Laaksonen                     |                              |
| Siltavuorenpenger                | Minerva, kirjasto                   | 2005          | Jyri Haukkavaara                  |                              |
| Siltavuorenpenger                | Fontell                             | 1910          | Gustaf Nyström                    |                              |
| Snellmaninkatu 3                 | Арппеанум                           | 1869          | Carl Albert Edelfelt              |                              |
| Snellmaninkatu 10                |                                     | 1878          | J. E. Söderlund                   |                              |
| Snellmaninkatu 12                |                                     | 1948          | Pauli Salomaa                     |                              |
| Snellmaninkatu 12                |                                     | 2009          | Juha Leiviskä                     |                              |
| Snellmaninkatu 14 A              |                                     | 1833          |                                   | 1994                         |
| Snellmaninkatu 14 B              |                                     | 1889          | Georg Wilenius                    | 1946                         |
| Unioninkatu 33                   | «Uusi klinikka»                     | 1848          | Ernst Lohrmann                    | 2006                         |
| Unioninkatu 35                   |                                     | 1963          | Einari Teräsvirta                 |                              |
| Unioninkatu 36                   | Национальная библиотека Финляндии   | 1844          | Carl Ludvig Engel                 |                              |
| Unioninkatu 36                   | Kansalliskirjaston Rotunda          | 1906          | Нюстрём, Карл Густав              |                              |
| Unioninkatu 37                   | Snellmania / Vanha klinikka         | 1833          | Carl Ludvig Engel, A. E. Staubert |                              |
| Unioninkatu 38                   | Топелия                             | 1823          | Carl Ludvig Engel, ym.            | 1998                         |
| Unioninkatu 40                   | Metsätalo                           | 1939          | Jussi Paatela                     |                              |
| Unioninkatu 44                   | Kasvimuseo                          | 1903          | Нюстрём, Карл Густав              |                              |
| Unioninkatu 44                   | Жилой дом                           | 1903          | Нюстрём, Карл Густав              |                              |
| Unioninkatu 44                   | Ботанический сад                    | 1889          | Нюстрём, Карл Густав              |                              |
| Unioninkatu 44                   | Kaisaniemenrannan puutalot          | 1823-1843     |                                   | 1992                         |
| Unioninkatu 44                   | Jean Wik -rakennus                  | 1843          | Jean Wik                          |                              |
| Vironkatu 1                      |                                     | 1884          | Киселёв, Константин Фёдорович     | 1980                         |
| Vironkatu 1                      |                                     | 1905          | Аспелин, Вальдемар                |                              |
| Vuorikatu 3                      |                                     | 1919          | Aarre Ekman                       | 1968                         |
| Vuorikatu 5                      |                                     | 1927          | Вяйнё Вяхэкаллио                  |                              |
| Yliopistonkatu 3                 | Портания                            | 1957          | Аарне Эрви                        |                              |
| Yliopistonkatu 4                 | Tiedekulma                          | 1977, 2017    | Toivo Korhonen, JKMM Arkkitehdit  |                              |